# 西方七鰓鰻
西方七鰓鰻（學名：Lampetra richardsoni），為圓口綱七鰓鰻目七鰓鰻科七鰓鰻屬的一種，分布於北美洲阿拉斯加州東南方到美國奧勒岡州的安魁河流域，本魚口盤比頭窄，通常有58-67個軀幹肌節，口上板，2顆單尖牙；口下板，7-10，通常7顆單尖齒，第一排前牙，4-6顆單尖牙；外側缺失；橫舌板，單尖牙5-11顆，背部和側面呈灰色，腹面為白色，尾鰭圓形，有深色斑點，體長可達17.3公分，棲息在沙石底質的溪流，成魚在春季產卵，一直到盛夏水溫超過攝氏10度，會用礫石築巢，孵化後，幼魚會埋在沙石待大約四年，以矽藻及有機碎屑為食，在夏末到秋末變態為成魚後就不進食了。